# Sentinelle di bronzo
Sentinelle di bronzo è un film del 1937 diretto da Romolo Marcellini.
È una narrazione romanzata dell'incidente di Ual Ual.

## Trama
Pochi mesi prima della guerra etiopica. L'esercito abissino mette sotto assedio un fortino in cui si sono rifugiati i capi delle cabile fedeli agli italiani. Il comandante del fortino deve sostenere la resistenza e la situazione viene salvata dall'eroismo di un sergente che rovescia le sorti della battaglia con la sconfitta degli abissini.

## Produzione
Il film venne girato tutto in esterni, in Africa, nelle zone del Nord Scebelì e nelle cabile di Abarghidir, Abgal, Auadlè, Macannè e nel distaccamento di Dagabur.
Fu uno dei film che contribuì all'affermazione di Doris Duranti come stella del cinema italiano degli anni trenta.

## Distribuzione
Il film venne distribuito nel circuito cinematografico italiano il 21 agosto del 1937.

## Accoglienza

### Critica
Giacomo Debenedetti in Cinema, 25 dicembre 1937: "La via più rapida e comune per conferire al documento un valore lirico e funzionale, è quello di impiantarlo su un supporto narrativo. Gli autori di Sentinelle di bronzo ne hanno scelto una più ardua. Hanno ridotto l'esigenza del racconto a quella, starei per dire, musicale di un tono narrativo. Più che nell'intrico di una vicenda, hanno voluto e ottenuto che i fatti si succedessero "come una vicenda". La trama di questo film è suppergiù quel tanto di trama che potrebbe esserci in reportage giornalistico, dove la nota di taccuino, l'osservazione dal vero, l'incisiva e fedele trascrizione di un dato o di un fatto si organizzano in un discorso che, mettendo ordine e successione in quella materia, la faccia svolgere come sul filo di un racconto. (...) La bravura di Marcellini è stata quella di tradurre in cinematografo "lo stile di Napolitano" Il nuovo tipo di inviato speciale è quello d'uno (..) che si tuffa nella vita del luogo come uomo e non come semplice osservatore, come parte in causa e non come turista. I risultati che ne riporta non hanno più bisogno di essere sofisticati o romanzati, perché già di per sé sono romanzo: d'un uomo vivo tra gente viva. Sprezzatura, coraggio, sincerità, amore di veder chiaro sono le doti naturali di questo reporter e si trasferiscono intere nei caratteri stilistici della narrazione. Se si aggiunga che Sentinelle di bronzo toccano un tema dei più vivi per il sentimento degli Italiani, si capirà come giustamente debbano annoverarsi tra i migliori esempi di una cinematografia nuova e nostra".

## Riconoscimenti
- Coppa del Ministero dell'Africa Orientale per il miglior film di soggetto coloniale alla Mostra di Venezia del 1937.